# Polycentropus alabamensis
Polycentropus alabamensis là một loài Trichoptera trong họ Polycentropodidae. Chúng phân bố ở miền Tân bắc.